# Bharagonalia iterata
Bharagonalia iterata är en insektsart som beskrevs av Young 1986. Bharagonalia iterata ingår i släktet Bharagonalia och familjen dvärgstritar. Inga underarter finns listade i Catalogue of Life.